# Kristaps Porziņģis
Kristaps Porziņģis (pron. 'kris.taps 'pʊ͡ɔr.ziɲ.ɟis; Liepāja, 2 agosto 1995) è un cestista lettone, ala grande o centro degli Atlanta Hawks.

## Caratteristiche tecniche
È un giocatore che può giocare sia da ala grande che da centro. Nonostante sia dotato di un fisico imponente (2,22 m di altezza per 108,9 kg di peso), possiede una buonissima tecnica, con un agile movimento di gambe e un'ottima percentuale nei tiri da tre punti. Per questi motivi è in grado di essere pericoloso in area, sia dal perimetro. Tra i suoi punti deboli sono da menzionare la scarsa tenuta mentale e un'elevata propensione a commettere fallo, che spesso gli costa minuti in panchina. Viene spesso paragonato a giocatori come Dirk Nowitzki (a cui ha dichiarato d'ispirarsi) e Pau Gasol.

## Biografia
È cresciuto in una famiglia di cestisti: suo padre Tālis ha giocato come semi-professionista prima di diventare un autista di autobus, mentre la madre Ingrīda ha giocato per le nazionali giovanili lettoni. Ha due fratelli maggiori: Mārtiņš, più grande di 15 anni e anch'egli giocatore di basket, e Jānis, più grande di 13 anni e cestista professionista che ha giocato diversi anni in giro per l'Europa, in particolare tra Lettonia e Italia.

## Carriera

### Inizi
Inizia a giocare a 6 anni nelle giovanili del BK Liepājas, dove rimane fino all'età di 15 anni. In questo periodo un agente lettone spedì diversi video di Porziņģis a squadre spagnole e italiane e nel 2010 il Cajasol Sevilla, squadra del campionato spagnolo, lo chiama a sostenere un provino per le giovanili. All'epoca era alto 2.03 m e pesava 71 kg. Nonostante un provino sostenuto sottotono a causa del clima caldo, inusuale al giocatore, venne ingaggiato dal Siviglia. Successivamente alla firma del contratto, gli venne diagnosticata anemia, che gli causava fatica, debolezza, respiro corto e difficoltà nell'allenarsi.
Dopo un iniziale e difficile periodo di ambientamento, dovuto alla diversità di ambiente e di lingua e alla difficoltà nell'allenarsi a causa dell'anemia, riuscì ad ambientarsi grazie all'aiuto di una nutrizionista, che riuscì a risolvere i suoi problemi di salute, e al fatto di aver preso confidenza con lo spagnolo. Rimase due anni nelle giovanili del Siviglia, arrivando nel secondo anno ad una media a partita di 16,6 punti, 8,4 rimbalzi, e 2,6 stoppate, con il 48,1% dei tiri da tre.

### Professionista con il Siviglia (2012-2015)
Inizia la sua carriera da professionista con il Siviglia nella stagione 2012-13 sotto la guida di Aíto García Reneses. Fa il suo esordio in campionato il 29 settembre 2012 contro il Murcia e in Eurocup il 16 gennaio 2013 contro lo Spartak San Pietroburgo. Segna il suo primo canestro il 20 febbraio in uno spareggio sempre contro lo Spartak.
La seconda stagione con il Siviglia inizia nel migliore dei modi, mettendo a segno 12 punti, 6 rimbalzi e 4 stoppate contro il Saski Baskonia. Durante tutto l'anno colleziona molteplici prestazioni positive e sigla un career-high di 20 punti il 6 aprile 2014 contro il Real Madrid; a fine stagione viene premiato con l'inclusione nel primo quintetto dei migliori giovani della Liga ACB della stagione 2013-14.

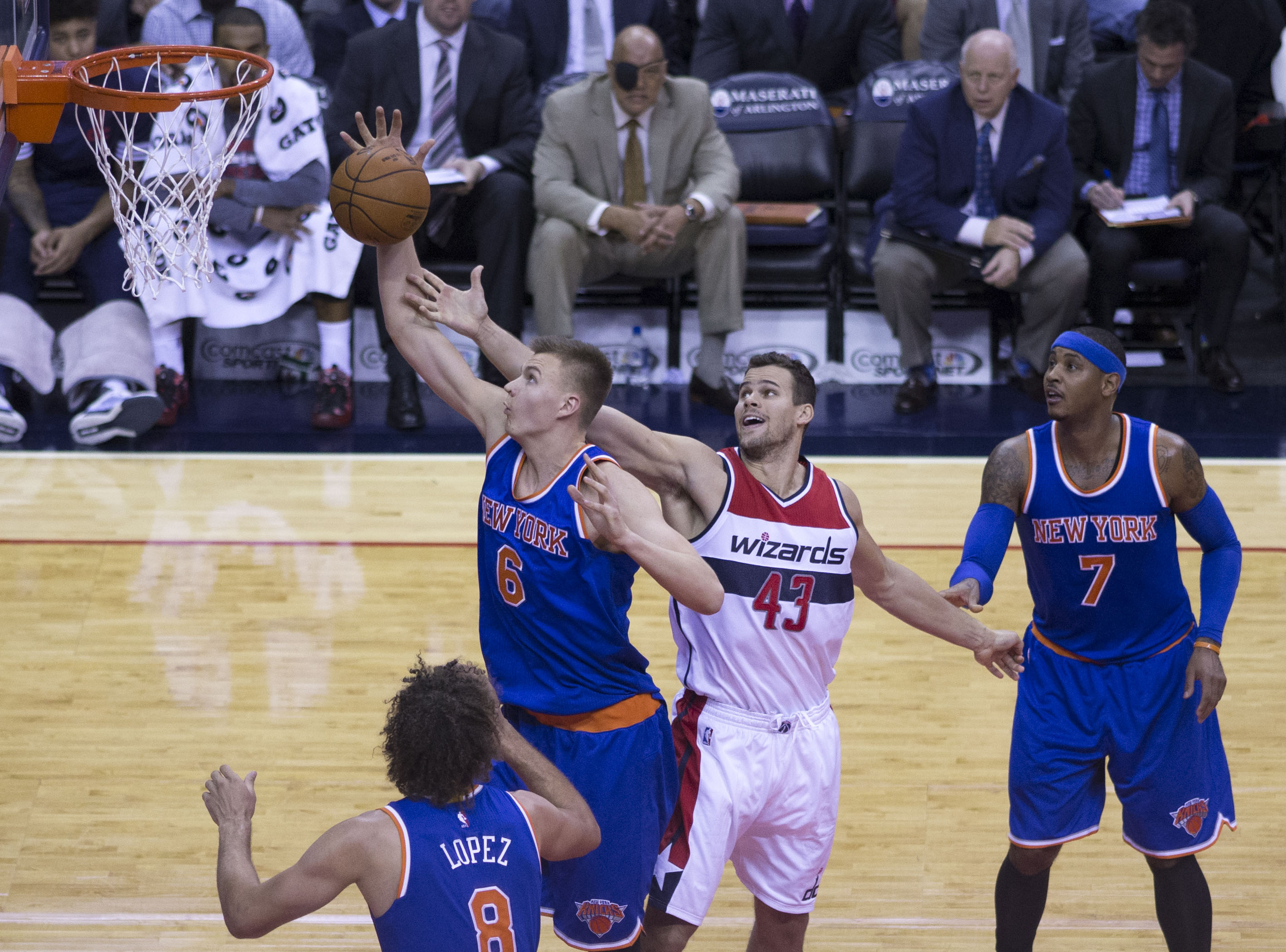
Porzingis a rimbalzo contro Kris Humphries (all'epoca giocatore degli Washington Wizards)

Nella stagione 2014-15 Porziņģis si impone come rivelazione della stagione. Nella partita di Eurocup contro la Virtus Roma mette a referto un'ottima prestazione, con 18 punti, 7 rimbalzi, 4 assist, 4 palle rubate e 2 stoppate. Sigla la sua prima doppia-doppia a novembre contro l'Estudiantes. Registra un season-high di 19 punti in Eurolega l'11 febbraio 2015 contro i polacchi del Turów Zgorzelec, replicato in campionato il 18 aprile contro l'Assigna Manresa. Il 15 aprile viene insignito del premio ULEB Eurocup Rising Star, assegnato al miglior giovane della stagione dell'Eurocup, e un mese dopo viene riconfermato all'interno del primo quintetto dei giovani della Liga ACB della stagione, dopo aver contribuito ad evitare la retrocessione al Siviglia.

### New York Knicks (2015-2019)

#### 2015-2017: inizi
Il 16 aprile 2015 si rende eleggibile per il Draft NBA e viene da subito considerato tra i primi 5 prospetti più interessanti. Il 26 giugno 2015 viene selezionato come quarta scelta assoluta al Draft NBA 2015 dai New York Knicks.
Dopo essere stato fischiato la notte del Draft, ha trasformato i fischi in applausi grazie alle ottime prestazioni offerte in stagione integrandosi nell'attacco triangolo della squadra. Le sue prime 2 stagioni a New York sono state caratterizzate sì da buone prestazioni ma anche dal pessimo andamento della squadra che arriva nei bassifondi della Eastern Conference arrivando terz'ultimi nel 2015-2016 e quart'ultimi l'anno successivo, oltre che dai pessimi rapporti con Phil Jackson.

#### 2017-2019: l'addio di Jackson, l'ascesa e l'infortunio
Al termine della stagione 2016-2017 lo scenario cambia per Porziņģis: dopo che Phil Jackson aveva dichiarato di essere disponibile a cedere il lettone, negli ultimi giorni del giugno 2017 il Maestro Zen viene sollevato dal suo incarico, e in più in settembre i Knicks cedono Carmelo Anthony agli Oklahoma City Thunder. Si prospetta così una stagione da protagonista per KP nella Grande Mela. La sua stagione parte e prosegue nel migliore dei modi, ma il 7 febbraio 2018 subisce un grave infortunio (rottura del legamento crociato anteriore) nella gara persa per 103-89 contro i Milwaukee Bucks che lo tiene fuori per il resto della stagione e tutta la stagione successiva. Ha comunque tenuto 22,7 punti di media nelle 48 partite disputate.
Ad ottobre dello stesso anno i Knicks decidono di non firmare un'estensione del contratto da matricola con lui in modo da avere più spazio per acquisire nuovi giocatori l'estate successiva, ma rendendo di fatto il giocatore un restricted free-agent per l'estate 2019.

### Dallas Mavericks (2019-2022)
Il 31 gennaio 2019, dopo aver avuto un colloquio con la dirigenza in cui si è dichiarato preoccupato per il futuro della franchigia, è stato trasferito il giorno stesso ai Dallas Mavericks in uno scambio che, oltre a lui, ha visto partire anche Tim Hardaway Jr, Courtney Lee e Trey Burke in cambio di Dennis Smith, Wesley Matthews e DeAndre Jordan più due future prime scelte al draft. A Dallas ha raggiunto così il proprio mentore Dirk Nowitzki.

### Washington Wizards (2022-2023)
Il 10 febbraio 2022 passa ai Washington Wizards in cambio di Spencer Dinwiddie e Dāvis Bertāns.

### Boston Celtics (2023-)
Il 23 giugno 2023 si trasferisce ai Boston Celtics in una trade a tre squadre che porta, tra gli altri, Marcus Smart ai Memphis Grizzlies e Tyus Jones ai Washington Wizards. Il 17 giugno 2024, con la vittoria per 4-1 contro la sua ex-squadra, i Dallas Mavericks, vince per la prima volta il titolo NBA.

## Statistiche

### NBA

#### Regular Season
| Anno       | Squadra          | PG  | PT  | MP   | TC%  | 3P%  | TL%  | RP  | AP  | PRP | SP  | PP   |
| ---------- | ---------------- | --- | --- | ---- | ---- | ---- | ---- | --- | --- | --- | --- | ---- |
| 2015-2016  | N.Y. Knicks      | 72  | 72  | 28,4 | 42,1 | 33,3 | 83,8 | 7,3 | 1,3 | 0,7 | 1,9 | 14,3 |
| 2016-2017  | N.Y. Knicks      | 66  | 65  | 32,8 | 45,0 | 35,7 | 78,6 | 7,2 | 1,5 | 0,7 | 2,0 | 18,1 |
| 2017-2018  | N.Y. Knicks      | 48  | 48  | 32,4 | 43,9 | 39,5 | 79,3 | 6,6 | 1,2 | 0,8 | 2,4 | 22,7 |
| 2019-2020  | Dallas Mavericks | 57  | 57  | 31,8 | 42,7 | 35,2 | 79,9 | 9,5 | 1,8 | 0,7 | 2,0 | 20,4 |
| 2020-2021  | Dallas Mavericks | 43  | 43  | 30,9 | 47,6 | 37,6 | 85,5 | 8,9 | 1,6 | 0,5 | 1,3 | 20,1 |
| 2021-2022  | Dallas Mavericks | 34  | 34  | 29,5 | 45,1 | 28,3 | 86,5 | 7,7 | 2,0 | 0,7 | 1,7 | 19,2 |
| 2021-2022  | Wash. Wizards    | 17  | 17  | 28,2 | 47,5 | 36,7 | 87,1 | 8,8 | 2,9 | 0,7 | 1,5 | 22,1 |
| 2022-2023  | Wash. Wizards    | 65  | 65  | 32,6 | 49,8 | 38,5 | 85,1 | 8,4 | 2,7 | 0,9 | 1,5 | 23,2 |
| 2023-2024† | Boston Celtics   | 57  | 57  | 29,6 | 51,6 | 37,5 | 85,8 | 7,2 | 2,0 | 0,7 | 1,9 | 20,1 |
| 2024-2025  | Boston Celtics   | 42  | 42  | 28,8 | 48,3 | 41,2 | 80,9 | 6,8 | 2,1 | 0,7 | 1,5 | 19,5 |
| Carriera   | Carriera         | 501 | 500 | 30,8 | 46,1 | 36,6 | 82,9 | 7,8 | 1,8 | 0,7 | 1,8 | 19,6 |

#### Playoffs
| Anno     | Squadra          | PG | PT | MP   | TC%  | 3P%  | TL%  | RP  | AP  | PRP | SP  | PP   |
| -------- | ---------------- | -- | -- | ---- | ---- | ---- | ---- | --- | --- | --- | --- | ---- |
| 2020     | Dallas Mavericks | 3  | 3  | 31,3 | 52,5 | 52,9 | 87,0 | 8,7 | 0,7 | 0,0 | 1,0 | 23,7 |
| 2021     | Dallas Mavericks | 7  | 7  | 33,3 | 47,2 | 29,6 | 84,2 | 5,4 | 1,3 | 1,3 | 0,7 | 13,1 |
| 2024†    | Boston Celtics   | 7  | 4  | 23,6 | 46,7 | 34,5 | 90,9 | 4,4 | 1,1 | 0,7 | 1,6 | 12,3 |
| 2025     | Boston Celtics   | 11 | 7  | 21,0 | 31,6 | 15,4 | 68,9 | 4,6 | 0,7 | 0,9 | 0,8 | 7,7  |
| Carriera | Carriera         | 28 | 21 | 25,8 | 43,0 | 31,3 | 79,8 | 5,2 | 1,0 | 0,9 | 1,0 | 11,9 |

#### Massimi in carriera
- Massimo di punti: 43 vs Atlanta Hawks (8 marzo 2023)[24]
- Massimo di rimbalzi: 19 vs Brooklyn Nets (30 novembre 2022)
- Massimo di assist: 7 (3 volte)
- Massimo di palle rubate: 5 vs New Orleans Pelicans (14 gennaio 2018)
- Massimo di stoppate: 7 (3 volte)
- Massimo di minuti giocati: 45 vs New Orleans Pelicans (4 marzo 2020)

### Cronologia presenze e punti in Nazionale
| Cronologia completa delle presenze e dei punti in Nazionale - Lettonia | Cronologia completa delle presenze e dei punti in Nazionale - Lettonia | Cronologia completa delle presenze e dei punti in Nazionale - Lettonia | Cronologia completa delle presenze e dei punti in Nazionale - Lettonia | Cronologia completa delle presenze e dei punti in Nazionale - Lettonia | Cronologia completa delle presenze e dei punti in Nazionale - Lettonia | Cronologia completa delle presenze e dei punti in Nazionale - Lettonia | Cronologia completa delle presenze e dei punti in Nazionale - Lettonia |
| Data                                                                   | Città                                                                  | In casa                                                                | Risultato                                                              | Ospiti                                                                 | Competizione                                                           | Punti                                                                  | Note                                                                   |
| ---------------------------------------------------------------------- | ---------------------------------------------------------------------- | ---------------------------------------------------------------------- | ---------------------------------------------------------------------- | ---------------------------------------------------------------------- | ---------------------------------------------------------------------- | ---------------------------------------------------------------------- | ---------------------------------------------------------------------- |
| 11/08/2017                                                             | Riga                                                                   | Lettonia                                                               | 77 - 65                                                                | Polonia                                                                | Amichevole                                                             | 24                                                                     | [ 25 ]                                                                 |
| 19/08/2017                                                             | Riga                                                                   | Lettonia                                                               | 87 - 77                                                                | Lituania                                                               | Amichevole                                                             | 16                                                                     | [ 26 ]                                                                 |
| 01/09/2017                                                             | Istanbul                                                               | Serbia                                                                 | 92 - 82                                                                | Lettonia                                                               | EuroBasket 2017 - 1º turno                                             | 18                                                                     | [ 27 ]                                                                 |
| 02/09/2017                                                             | Istanbul                                                               | Lettonia                                                               | 92 - 64                                                                | Belgio                                                                 | EuroBasket 2017 - 1º turno                                             | 27                                                                     | [ 28 ]                                                                 |
| 04/09/2017                                                             | Istanbul                                                               | Lettonia                                                               | 97 - 92                                                                | Gran Bretagna                                                          | EuroBasket 2017 - 1º turno                                             | 28                                                                     | [ 29 ]                                                                 |
| 05/09/2017                                                             | Istanbul                                                               | Russia                                                                 | 69 - 84                                                                | Lettonia                                                               | EuroBasket 2017 - 1º turno                                             | 11                                                                     | [ 30 ]                                                                 |
| 07/09/2017                                                             | Istanbul                                                               | Lettonia                                                               | 89 - 79                                                                | Turchia                                                                | EuroBasket 2017 - 1º turno                                             | 28                                                                     | [ 31 ]                                                                 |
| 10/09/2017                                                             | Istanbul                                                               | Lettonia                                                               | 100 - 68                                                               | Montenegro                                                             | EuroBasket 2017 - Ottavi di Finale                                     | 19                                                                     | [ 32 ]                                                                 |
| 12/09/2017                                                             | Istanbul                                                               | Slovenia                                                               | 103 - 97                                                               | Lettonia                                                               | EuroBasket 2017 - Quarti di Finale                                     | 34                                                                     | [ 33 ]                                                                 |
| 19/08/2022                                                             | Riga                                                                   | Lettonia                                                               | 80 - 69                                                                | Estonia                                                                | Amichevole                                                             | 18                                                                     | [ 34 ]                                                                 |
| 25/08/2022                                                             | Riga                                                                   | Lettonia                                                               | 111 - 85                                                               | Turchia                                                                | Qual. Mondiali 2023                                                    | 22                                                                     | [ 35 ]                                                                 |
| 28/08/2022                                                             | Newcastle upon Tyne                                                    | Gran Bretagna                                                          | 80 - 87                                                                | Lettonia                                                               | Qual. Mondiali 2023                                                    | 29                                                                     | [ 36 ]                                                                 |
| Totale                                                                 |                                                                        | Presenze                                                               | 12                                                                     |                                                                        | Punti                                                                  | 274                                                                    |                                                                        |

## Controversie
Il 31 marzo 2019 è finito sotto investagazione dell'NYPD per stupro.

## Palmarès

### Individuale
- Campionato NBA: 1

Boston Celtics: 2024
- Eurocup Rising Star: 1

Siviglia: 2014-2015
- NBA All-Rookie First Team (2016)
- NBA Skills Challenge (2017)
- NBA All-Star (2018)
- All-Seeding Team: 1

Second Team: 2020